# Pomigliano Calcio Femminile
Maillots
Actualités
Le 'Pomigliano Calcio Femminile, est un club féminin de football fondé en 2019 et basé à Pomigliano d'Arco dans la banlieue de Naples.

## Histoire
Le club est fondé en 2019. Il débute en Serie C, et obtient immédiatement deux promotions successives qui l'amènent en Serie A pour la saison 2021-2022. Pomigliano assure son maintien à la dernière journée, avec une victoire à l'extérieur (1-3) lors du derby face au Napoli. La saison 2022-2023 est marquée par la professionnalisation de la Serie A féminine, et les joueuses de Pomigliano deviennent donc professionnelles.
En novembre 2023, après une défaite 2-1 contre la Sampdoria, le club décide de se retirer de la Serie A. Le président pointe notamment du doigt la mauvaise gestion de la ligue et les décisions arbitrales pour justifier ce retrait. Le club revient sur sa décision quelques jours plus tard.

## Personnalités du club

### Effectif actuel
| N° | Nat.                  | Poste | Nom du joueur             |
| -- | --------------------- | ----- | ------------------------- |
| 2  | Drapeau de l'Italie   | M     | Gaia Apicella (capitaine) |
| 3  | Drapeau de l'Italie   | A     | Martina Fusini            |
| 4  | Drapeau de la Pologne | D     | Katarzyna Konat           |
| 5  | Drapeau de l'Italie   | D     | Angela Passeri            |
| 6  | Drapeau de la France  | M     | Iris Rabot                |
| 8  | Drapeau de l'Italie   | M     | Valentina Gallazzi        |
| 10 | Drapeau du Brésil     | M     | Taty                      |
| 11 | Drapeau de l'Italie   | A     | Chiara Manca              |
| 16 | Drapeau de l'Italie   | D     | Federica Rizza            |

| No. | Nat.                 | Position | Nom du joueur                         |
| --- | -------------------- | -------- | ------------------------------------- |
| 18  | Drapeau de l'Italie  | A        | Marta Rocco                           |
| 20  | Drapeau du Guatemala | A        | Ana Lucía Martínez                    |
| 21  | Drapeau de l'Italie  | M        | Virginia Di Giammarino                |
| 22  | Drapeau de l'Italie  | A        | Asia Bragonzi (on loan from Juventus) |
| 28  | Drapeau de l'Italie  | M        | Zhanna Ferrario                       |
| 29  | Drapeau de l'Italie  | G        | Fabiana Fierro                        |
| 33  | Drapeau de l'Italie  | D        | Debora Novellino                      |
| 44  | Drapeau de l'Italie  | A        | Giorgia Miotto                        |
| 74  | Drapeau de l'Italie  | G        | Emanuela Barretta                     |